# Масерија Каталано (Таранто)
Масерија Каталано (итал. Masseria Catalano) је насеље у Италији у округу Таранто, региону Апулија.
Према процени из 2011. у насељу је живело 206 становника. Насеље се налази на надморској висини од 281 м.